# فيليب ديكستر
فيليب ديكستر هو سياسي جنوب أفريقي، ولد في 1 ديسمبر 1962. نشط حزبياً في المؤتمر الوطني الأفريقي. وقد انتخب عضو الجمعية الوطنية لجنوب أفريقيا ‏.